# Tauriac (Lot)
Tauriac ist eine französische Gemeinde mit 464 Einwohnern (Stand 1. Januar 2022) im Département Lot in der Region Okzitanien. Sie gehört zum Kanton Cère et Ségala und zum Arrondissement Figeac.
Nachbargemeinden sind Bétaille im Nordwesten, Bilhac und Puybrun im Norden, Liourdres im Nordosten, Girac im Osten, Prudhomat im Süden, Gintrac im Südwesten und Carennac im Westen.

## Bevölkerungsentwicklung
| Jahr      | 1962 | 1968 | 1975 | 1982 | 1990 | 1999 | 2008 | 2017 |
| --------- | ---- | ---- | ---- | ---- | ---- | ---- | ---- | ---- |
| Einwohner | 283  | 255  | 240  | 242  | 293  | 329  | 370  | 418  |

## Sehenswürdigkeiten
- Kirche Saint-Martial, Monument historique seit 1987